# Politique étrangère du Kenya
La politique étrangère du Kenya désigne l’ensemble des relations internationales de la république du Kenya depuis sa proclamation le 12 décembre 1964. Pendant l'année qui suit son indépendance obtenue du Royaume-Uni le 12 décembre 1963, le Kenya est monarchie constitutionnelle dirigée par la reine Élisabeth II, dont Jomo Kenyatta est le Premier ministre. Celui-ci devient le premier président de la république du Kenya le 12 décembre 1964.
Depuis son indépendance, le Kenya bénéficie d'une intégration croissante dans le monde pour s'imposer comme une puissance économique, diplomatique, et militaire. Parmi les éléments illustrant cette montée en puissance, on peut citer : 
- Des investissements étrangers en forte croissance, dont une part de plus en plus importante provient de Chine[2] et d'Inde[3]. Ces investissements se concrétisent par l'implantation d'entreprises, la construction d'infrastructures, ainsi que l'ouverture d'universités au Kenya.
- La signature d'accords internationaux axés sur la coopération économique et commerciale.
- Le développement d'infrastructures de transport comme la compagnie aérienne Kenya Airway fondée en 1977, la ligne de chemin de fer entre Nairobi et Mombasa, ou encore le projet de développement du port de Lamu dans le cadre du « Lapsset » (Lamu Port Southern Sudan-Ethiopia Transport Corridor). Ces infrastructures permettent de dynamiser les exportations du Kenya, au-delà du périmètre du continent africain[4].
- Une forte attractivité touristique, avec presque 1,4 million de visiteurs étrangers en 2017, ce qui fait du Kenya une des principales destinations touristiques d'Afrique subsaharienne[5].
- Des interventions militaires et diplomatiques pour lutter contre l'insécurité, résoudre les conflits, ainsi que l'accueil d'un grand nombre de réfugiés, donnent au Kenya rôle clé pour la paix dans la Corne de l’Afrique[6].

Pendant la guerre froide, le Kenya fait partie du mouvement des non-alignés.

## Chronologie des relations

### Le Kenya sous la présidence de Jomo Kenyatta

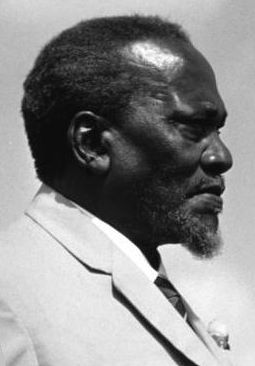
Jomo Kenyatta, premier président Kenya à partir de 1963

Le Kenya est gouverné par le militant indépendantiste Jomo Kenyatta de 1963 et 1978 à la tête de son parti, l'Union nationale africaine du Kenya. En dépit de son parcours de militant anti-colonial, Jomo Kenyatta mène une politique pro-occidentale qui aggravé les inégalités sociales. Sa gouvernance est également marquée par des turbulences politiques, avec l’assassinat par le régime de personnalités politiques parmi les plus brillantes du pays, notamment Tom Mboya en 1969 et Josiah Mwangi Kariuki en 1975.

### Le Kenya sous la présidence de Daniel arap Moi
Entre 1978 et 2002, le Kenya est dirigé par le président Daniel arap Moi. Les mandats de Daniel arap Moi sont marqués par un durcissement de la répression, le musellement de la dissidence, des détentions arbitraires, des opposants torturés et la corruption. Un système de parti unique est instauré en 1982, mais le multipartisme est finalement rétabli sous la pression du clergé.

### Le Kenya sous la présidence de Mwai Kibaki
Le successeur de Daniel arap Moi, Mwai Kibaki est élu à deux reprises, mais sa réélection en 2007-2008 est accompagnée d’explosions de violences ethniques et de massacres d’ampleur sans précédent. Pour pacifier le pays, le Parlement kényan adopte en 2010 une nouvelle Constitution censée renforcer les bases de la démocratie en mettant en œuvre une véritable politique de décentralisation.

### Le Kenya sous la présidence d'Uhuru Kenyatta
Uhuru Kenyatta, fils du « père de l'indépendance » Jomo Kenyatta est élu président de la république du Kenya le 9 avril 2013, puis réélu le 26 octobre 2017, après une première réélection annulée le 8 août 2017.

## Relations avec les autres pays africains
Le Kenya est membre-fondateur de l'Union africaine depuis l'année de son indépendance, en 1963.
Le Kenya a été intégré dans plusieurs coalitions chargées de la sécurité et du développement en Afrique, notamment : 
- l'Autorité intergouvernementale pour le développement, qui inclut aussi Djibouti, l'Éthiopie, le Kenya, la Somalie, le Soudan, le Soudan du Sud et l'Ouganda.
- l'Amisom, mission régionale de maintien de la paix en Somalie menée par l'Union africaine intégrant le Burundi, l'Ouganda, l'Éthiopie, Djibouti, et le Kenya[11].
- la Mission des Nations unies au Soudan du Sud (Minuss), mais le Kenya s'en est retiré en novembre 2016 à la suite d'un rapport de l'ONU incriminant le commandant kényan des Casques bleus au Soudan du Sud[12]

Pendant l'été 2014, le Kenya ferme ses frontières aux voyageurs venant de Guinée, du Liberia, et du Sierra Leone en raison du virus Ebola.
En août 2019, un vote de l’Union africaine désigne le Kenya membre non-permanent au Conseil de sécurité des Nations unies pour la période 2021-2022. Ce résultat est néanmoins contesté par Djibouti, également candidat, au nom du principe de « rotation ». Le Kenya ayant déjà été deux fois membre du Conseil de sécurité (1973-1974, 1997-1998), contre une fois seulement pour Djibouti (1993-1994).

### Relations avec la Somalie

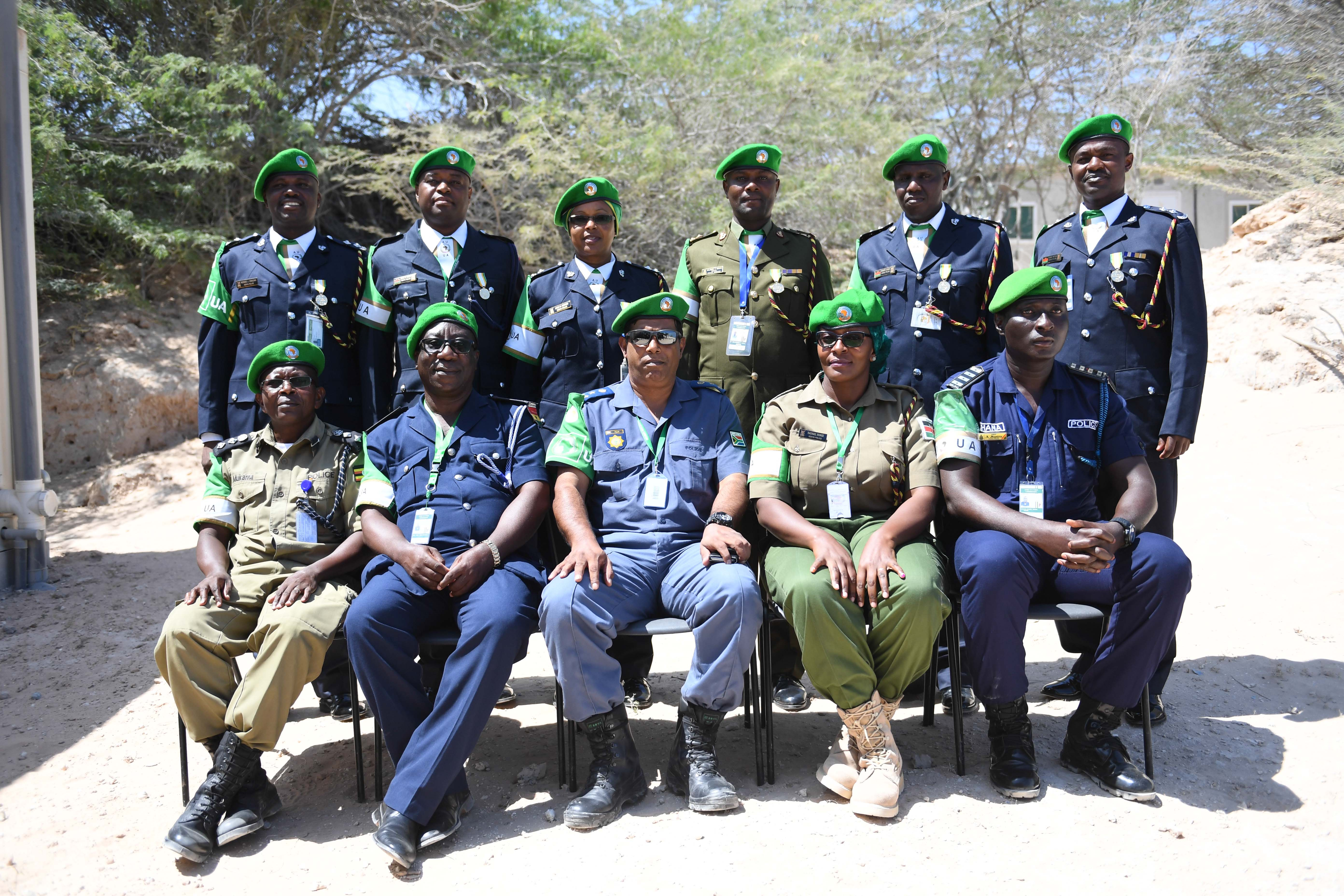
Forces armées kényanes déployées en Somalie avec l'Amisom

Le Kenya et la Somalie partagent une frontière de 682 km.
Les relations entre le Kenya et la Somalie sont marquées par une coopération sécuritaire dans la lutte contre les shebabs, mais aussi des rapports conflictuels, notamment sur la délimitation des frontières maritimes entre les deux États.
En novembre 2019, les président du Kenya et la Somalie Uhuru Kenyatta et Mohamed Abdullahi Farmajon, annoncent à la suite d'une rencontre que leurs pays normalisent leurs relations bien que les sujets de discorde restent nombreux.
En décembre 2020, la Somalie annonce la rupture de ses relations avec le Kenya, en accusant Nairobi d'ingérence dans sa politique intérieure.

### Relations avec l'Éthiopie
Le Kenya partage avec l'Éthiopie située au nord, une frontière de 861 km.
Malgré cette proximité géographiques, le montant des échanges entre les deux États n'étaient que de 8 millions de dollars par an dans les années 2010.
Plusieurs partenariats ont été conclus ces dernières années pour renforcer leur coopération économique et leurs échanges commerciaux.
En août 2018, le chantier d'une interconnexion électrique entre le Kenya et l'Éthiopie est lancée, avec pour ambition d'être opérationnelle à la m-2019. Le transfert d'électricité permis par cette infrastructure pourrait atteindre 2 000 mégawatts.
En mars 2019, les chefs d'État des deux pays, Uhuru Kenyatta et Abiy Ahmed, se rencontrent en Éthiopie pour renforcer leur coopération économique, notamment en instaurant une zone de libre-échange à Moyale, ville située à la frontière entre les deux pays et sur la route reliant Nairobi à Addis-Abeba. Leurs discussions ont aussi porté sur le « Lamu Port Southern Sudan-Ethiopia Transport Corridor », mégaprojet comprenant le développement du port de Lamu, au Kenya. Avec le « Lapsset », cette future mégalopole constituerait également le point d'arrivée d'un pipeline de plus de 1 500 kilomètres, d'une autoroute et d'un chemin de fer qui partiraient du Soudan du Sud et d'Éthiopie.

### Relations avec l'Ouganda
Le Kenya partage avec l'Ouganda situé à l'ouest, une frontière de 933 km.
En octobre 2016, le Kenya et l'Ouganda signent un accord tripartite incluant également le Rwanda, dans le but d'améliorer leurs attractivités en tant que destinations touristiques via une promotion commune et coordonnées de leurs territoires.
La construction d'un oléoduc transitant par le Kenya pour acheminer le pétrole extrait d'Ouganda (pays sans accès à la mer) a été envisagée, avant que son tracé soit finalement détourné vers la Tanzanie, dont les incitations fiscales et les droits de passage étaient plus avantageux.
En juillet 2024, 36 membres du Forum pour le changement démocratique, un parti politique ougandais d'opposition sont expulsés du Kenya vers l'Ouganda et inculpés pour « terrorisme ».

### Relations avec la Tanzanie
Le Kenya partage avec la Tanzanie située au sud, une frontière de 749 km.
Depuis 2016, les relations entre les deux États sont marquées par plusieurs épisodes de tensions, notamment liés à des différents frontaliers et à l'élection en Tanzanie de John Magufuli, proche de l'opposition kényane. Début 2017, ces tensions ont débouché sur une série de moratoires bloquant de part et d'autre les importations de lait, cigarettes, blé et le gaz de cuisine. En août 2017, un dialogue direct entre les présidents des deux pays permettent de mettre fin à ces moratoires.

### Relations avec le Soudan
Le Kenya s'implique en tant que médiateur lors de la seconde guerre civile soudanaise qui dure de 1983 à 2005, entre le gouvernement de Khartoum et les rebelles de l’Armée populaire de libération du Soudan.
À l'instar du Tchad et de l'Afrique du Sud, le Kenya, bien qu'ayant signé et ratifié le Statut de Rome, traité fondateur de la Cour pénale internationale, refuse d'arrêter président soudanais Omar el-Bachir, accusé de crimes contre l'humanité, lorsque celui-ci se rend au Kenya en 2010. L'année suivante néanmoins, la justice kényane émet un mandat d'arrêt contre Omar el-Béchir, qui réplique en expulsant l'ambassadeur du Kenya à Khartoum, et rappelant son ambassadeur au Kenya.
En janvier 2024, le président kenyan William Ruto reçoit avec faste le général Hemedti, chef des Forces de soutien rapide (FSR), la milice opposée à l'armée soudanaise dans la guerre en cours depuis 2023 au Soudan. Le gouvernement internationalement reconnu du Soudan et dirigé par l'armée dénonce cette réception et rappelle son ambassadeur.
En février 2025, l'Alliance fondatrice pour le Soudan est fondée à Nairobi, la capitale kenyane. Cette coalition politique, proche des FSR, a pour objectif de former un gouvernement parallèle au Soudan. En conséquence, le gouvernement internationalement reconnu rappelle de nouveau son ambassadeur au Kenya, accuse le président kenyan William Ruto d'être un « sponsor régional des FSR » et dénonce le soutien du gouvernement kenyan aux FSR. Cette rupture diplomatique s'accompagne de sanctions économiques avec l'interdiction d'importer du thé du Kenya.

### Relations avec la République centrafricaine
Le 7 avril 2024, le président kenyan William Ruto visite la République centrafricaine. C'est la première fois qu'un chef d'État kenyan se rend en Centrafrique.

## Relations avec les pays européens

### Relations avec l'Union européenne
L'Union européenne est un débouché à l'exportation très important pour le Kenya, particulièrement dans le secteur agricole. Grâce à la mise en place d’infrastructures de transport lui permettant d’acheminer rapidement sa production, notamment le fret aérien, le Kenya est devenu l’un des plus gros exportateurs de fleurs et de légumes du continent africain. Le Royaume-Uni représente le troisième débouché à l'exportation pour le thé kényan, dont 95 % de la production (près de 500.000 tonnes en 2018) est vendue à l'étranger.
En 2018, la compagnie aérienne Kenya Airways envisage d'ouvrir des liaisons aérienne dans 20 destinations supplémentaires, principalement en Europe et dans l’océan Indien.

### Relations avec le Royaume-Uni
A la fin du 19e siècle, le Kenya, les Britanniques établissent une zone d'influence sur l'actuel territoire du Kenya, désigné comme « Afrique orientale britannique ». Dans les années 1950, la révolte des Mau Mau éclate contre l'Empire britannique, dont la répression par les colons fait entre 10 000 et 25 000 morts,. Le mouvement n'est ni structuré, ni organisé, mais il permet la diffusion d'idées nationalistes dans la population kényane et des réformes qui mènent à l'indépendance du pays. C'est dans ce contexte qu'en 1952, en visite au Kenya la princesse Élisabeth, âgée de 25 ans, apprend la mort de son père George VI à qui elle succède à la tête du Royaume-Uni et de son empire, dont fait encore partie le Kenya.
En mars 1962, lors de la conférence de Londres sur l'avenir du Kenya, les Britanniques se concertent avec des représentants des différents tribus du Kenya, avec pour objectif d'accorder une autonomie suivie de l’indépendance de la colonie tout en préservant la cohésion entre les populations qui y vivent. L'indépendance du Kenya est proclamée le 12 décembre 1963, suivie du période de transition d'un an durant laquelle le Kenya est une monarchie constitutionnelle dirigée par la reine Élisabeth II.
Depuis son indépendance, le Kenya est membre du Commonwealth. Londres est l'un des premiers partenaires commerciaux du Nairobi, tandis que de plusieurs entreprises britanniques, notamment agricoles, exploitent les ressources du Kenya, où les touristes anglais sont parmi les premiers à visiter le pays.
Les deux États entretiennent également une coopération forte sur le plan militaire, le Kenya abritant l'importante base britannique à Nanyuki, à environ 200 kilomètres au nord de Nairobi. Une partie du Kenya est utilisé comme camp d'entrainement par l'armée britannique, qui y mène des exercices à grande échelle lors desquels l'infanterie, l'artillerie, le génie, les renseignements et la surveillance sont testés ensemble.
En 2015, le Royaume-Uni reconnait les exactions commises lors de la révolte des Mau Mau et finance la construction d'un mémorial en mémoire de des insurgés à Nairobi. En octobre et novembre 2023, le roi Charles III, se rend au Kenya pour une visite de trois jours, marquant sa première visite dans un pays du Commonwealth depuis sa succession de sa mère Élisabeth II un an auparavant. Alors que le Kenya célèbre un mois et demi plus tard les soixante ans de son indépendance, le roi promet de ne pas négliger « les aspects les plus douloureux » de l’histoire entre les deux pays.

### Relations avec la France
Les entreprises françaises Total, Peugeot, Carrefour, ainsi que la banque française Société générale sont implantées au Kenya. Le groupe français de télécommunication Orange s'y est implantée pendant 8 ans entre 2007 et 2015.
En avril 2016, le président français François Hollande reçoit son homologue kényan Uhuru Kenyatta à l'Élysée. Les deux chefs d'État évoquent un renforcement de leur coopération sécuritaire en Afrique, ainsi que plusieurs contrats dans le domaine des énergies renouvelables pour un montant de 250 millions d'euros.
Le président français Emmanuel Macron se rend au Kenya en mars 2019. La France et le Kenya concluent des contrats d'un total d'environ 2 milliards d'euros pour les entreprises françaises, dont un gros projet autoroutier attribué à Vinci, d'un montant de 1,6 milliard.
Néanmoins, malgré cette forte croissance des activités françaises au Kenya, la France reste minoritaire dans un marché dominée par la Chine, l'Inde, et le Royaume-Uni, ancienne puissante coloniale et chef de file du Commonwealth du le Kenya est membre.
L’établissement français d'enseignement supérieur Sciences Po s'est implanté à Nairobi en 2018.
En 2019, la France enregistre un excédent commercial de 62,5 millions d'euros avec le Kenya. Les exportations françaises vers le Kenya sont principalement constituées de produits chimiques, pharmaceutiques, de machines et d'équipements industriels, tandis que les exportations kényanes vers la France sont principalement constituées de produits agricoles.

### Relations avec l'Allemagne
En 2002, le Kenya met un aéroport de Mombasa à la disposition de l'armée allemande pour mener des missions sécuritaires dans la Corne de l'Afrique. L'Allemagne y déploie trois avions de reconnaissance, ainsi qu'un contingent de 80 soldats.

### Relations avec le Vatican
Le Kenyans peuplé de chrétiens à plus de 80 %, a été plusieurs fois visité par les papes qui se sont succédé depuis l’indépendance du pays.
Le pape Jean-Paul II s'est rendu au Kenya à trois reprises : en mai 1980, en août 1985, et en septembre 1995.
Fin novembre 2015, le pape François se rend à Nairobi, accueilli par 200.000 personnes, dans une tournée africaine suivie par l'Ouganda et la Centrafrique. Le pape François demande aux responsables du Kenya de se soucier des pauvres et des aspirations de la jeunesse, de permettre une « juste distribution des ressources naturelles et humaines », et de « travailler avec intégrité et transparence pour le bien commun ».

## Relations avec les pays du Moyen-Orient

### Relations avec Israël
Jusqu’à la guerre des Six Jours, Israël bénéficie d’une « aura anti-coloniale » et entretient de bonnes relations avec de nombreux États africains qui viennent d’accéder à l’indépendance. En 1963, à la suite de l'indépendance du Kenya, Golda Meir établit une alliance avec Jomo Kenyatta et ouvre une ambassade à Nairobi. À partir de 1973, à l'instar de la plupart des pays africains, le Kenya rompt ses relations diplomatiques officielles avec Israël à la suite de la guerre du Kippour, avant de les rétablir en 1989.

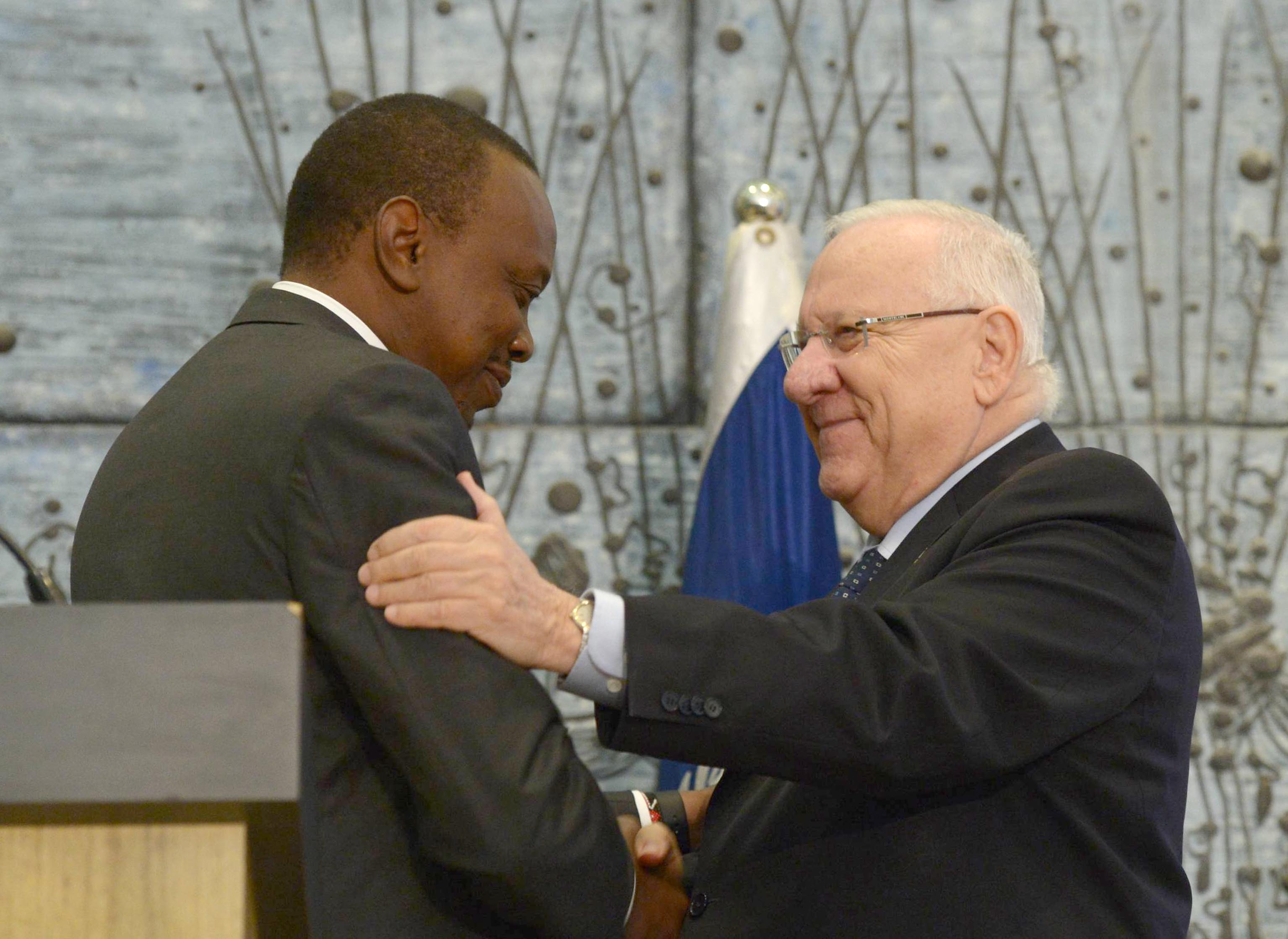
Rencontre entre le président kényan Uhuru Kenyatta and Reuven Rivlin, président d'Israël depuis 2014

Cette interruption des relations diplomatiques n'empêche pas le Kenya et Israël de continuer d'entretenir une coopération dans les domaines économique et sécuritaire. En 1976, lors de la prise d'otages à Entebbé en Ouganda ciblant des passagers israéliens dans un avion d'Air France, le Kenya appuie l’assaut israélien qui permet leur libération en ravitaillant l'avion transportant les militaires. Depuis lors, des experts israéliens dans la lutte antiterroriste ont formé des centaines de militaires et de policiers kényans, dans leur pays et lors de stages intensifs en Israël. En 2013, des experts israéliens au Kenya appuient l’assaut des forces de sécurité contre les shebabs lors de l'attaque du centre commercial Westgate.
En juillet 2016, le Premier ministre israélien Benjamin Netanyahu se rend au Kenya et rencontre Uhuru Kenyatta. Les deux chefs d'État annoncent une coopération accrue dans la lutte contre le terrorisme, et vantent leur coopération en tant qu'alliés naturels.

### Relations avec le Qatar
Le Kenya est un client du gaz qatari, tandis que le Qatar importe du Kenya des fruits et légumes, des noix de cajou, des fleurs, de la viande. En mai 2019, le président Uhuru Kenyatta s'était rendu 4 fois à Doha depuis le début de son mandat.
L'entreprise Qatar Petroleum est active au Kenya dans l'exploration de gisements d'hydrocarbures offshore.

### Relations avec l'Iran
Le Kenya a développé des relations diplomatiques et économiques avec l'Iran sous la présidence de Mwai Kibaki. Néanmoins, la coopération entre les deux États est limitée en raison de la pression du gouvernement des États-Unis hostile au régime iranien, et de la proximité du Kenya avec Israël.
En juin 2012, le Kenya signe avec l'Iran un accord prévoyant la livraison de 4 millions de tonnes de pétrole brut par an au Kenya mais décide de revenir sur cette décision à cause de la pression internationale.
En juillet 2023, le président iranien Ebrahim Raïssi se rend à Nairobi et rencontre son homologue kényan William Ruto, première étape d’une tournée africaine inédite du dirigeant iranien. William Ruto déclare à la suite de cette rencontre : « Le président Raïssi et moi-même avons signé cinq protocoles d'accord de coopération dans les domaines de l'information, de la communication des technologies, de la pêche, de la santé animale et des produits de l'élevage, ainsi que des mesures en faveur des investissements. ». De son côté, le président iranien déclare que ces discussions reflètent la détermination des deux pays à « étendre leurs coopérations économique, commerciale, politique et culturelle ».

## Relations avec le reste de l'Asie

### Relations avec la Chine
Des liens culturels sont établis entre la Chine et le Kenya dès le début du XVe siècle lorsque l'explorateur chinois Zheng He explore une partie de l'Afrique de l'Est, notamment l'archipel kényan de Lamu. Des métissages pourraient avoir eu lieu entre les femmes indigènes et des marins chinois ; plusieurs familles s'en revendiquent descendantes dans l’île de Pate, au nord de l’archipel. Depuis les années 1990, la figure de Zheng He, populaire dans les deux pays, est instrumentalisée par les autorités chinoises pour justifier un discours sur la proximité culturelle sino-kényane.
En 2005, au moment où l’on fêtait les 600 ans du premier voyage de Zheng He, une jeune kényane, dont les tests ADN auraient confirmé l’ascendance chinoise, s’est vu remettre une bourse pour étudier la médecine à Pékin. Les années suivantes, la Chine multiplie les recherches archéologiques dans l'archipel de Lamu, qui devient un lieu touristique très prisé des Chinois, dont les dépenses deviennent l'une des principales ressources économiques locales.
Parallèlement, le Kenya et la Chine nouent une forte coopération économique sous l'impulsion du président kényan Mwai Kibaki qui se tourne vers la Chine alors que la réputation de Kenya auprès des investisseurs internationaux pâtit de plusieurs affaires de corruption. La Chine devient la plus grande source d'investissement étranger du Kenya, où plus de 400 entreprises chinoises sont installées dans tous les secteurs : matières premières, tourisme, télécommunications, BTP, transports et infrastructures. En août 2013, le président kényan Uhuru Kenyatta se rend pour la première fois en Chine, et signe pour plus de 5 milliards de dollars de contrats.
En février 2017, des investisseurs chinois prennent des parts majoritaires dans le projet immobilier des Two Rivers, comprenant des hôtels cinq étoiles, des blocs de bureaux, des appartements résidentiels et des boutiques occupées par de grands distributeurs. En mai 2017, la première ligne ferroviaire du Kenya reliant les villes de Nairobi et Mombasa est mise en service. Celle-ci a été intégralement construite et financée par la banque d’import-export de Chine. La China Communications Construction Company gérera le service pendant dix ans, avant de céder la main à un opérateur local.
En avril 2019, le président kényan Uhuru Kenyatta se rend à Pékin et rencontre le président chinois Xi Jipping. À la suite de cette rencontre, la Chine annonce un investissement de 660 millions de dollars au Kenya, incluant la construction par Huawei d'un data center près de Nairobi, et d'une autoroute par la China Road and Bridge Corporation.

### Relations avec l'Inde
En 2016, la communauté indienne, d’environ 100 000 membres, fait de l'Inde l'une des nationalités étrangères les plus représentées au Kenya.
Cette communauté, implantée de très longue date a pris de l'ampleur à l'époque de l'Empire britannique dont l'Inde et le Kenya faisaient tous deux partie. Les années qui suivent l'indépendance du Kénya sont marquées par des tensions entre les nationalistes d'origine africaine et les Indiens, plus riches et éduqués, accusés de reproduire le système colonial. Ces tensions sont néanmoins bien moindres que dans l'Ouganda voisin, où le dictateur Idi Amin Dada décide en 1972 d'expulser la citoyens d'origine asiatique tandis qu'au Kenya, Jomo Kenyatta sait qu’ils ont besoin des Indiens pour construire le pays nouvellement indépendant.
Les Indiens du Kenya jouent en effet un rôle essentiel dans l'économie du pays, étant à la tête de la plupart des grandes entreprises, banques, supermarchés, et propriétaires des deux tiers des industries qui y sont implantées. L'un des plus puissants est Manu Chandaria, dirigeant du conglomérat Comcraft Group, spécialisé dans l’acier, l’aluminium et le plastique, et qui emploie 40 000 personnes dans 40 pays.
Le Premier ministre indien Narendra Modi se rend au Kenya en juillet 2016 où il rencontre le président, Uhuru Kenyatta avec pour ambition d’accroître la coopération économique entre les deux États, alors que le marché kényan est largement dominé par la Chine.

## Relations avec l'Amérique

### Relations avec les États-Unis

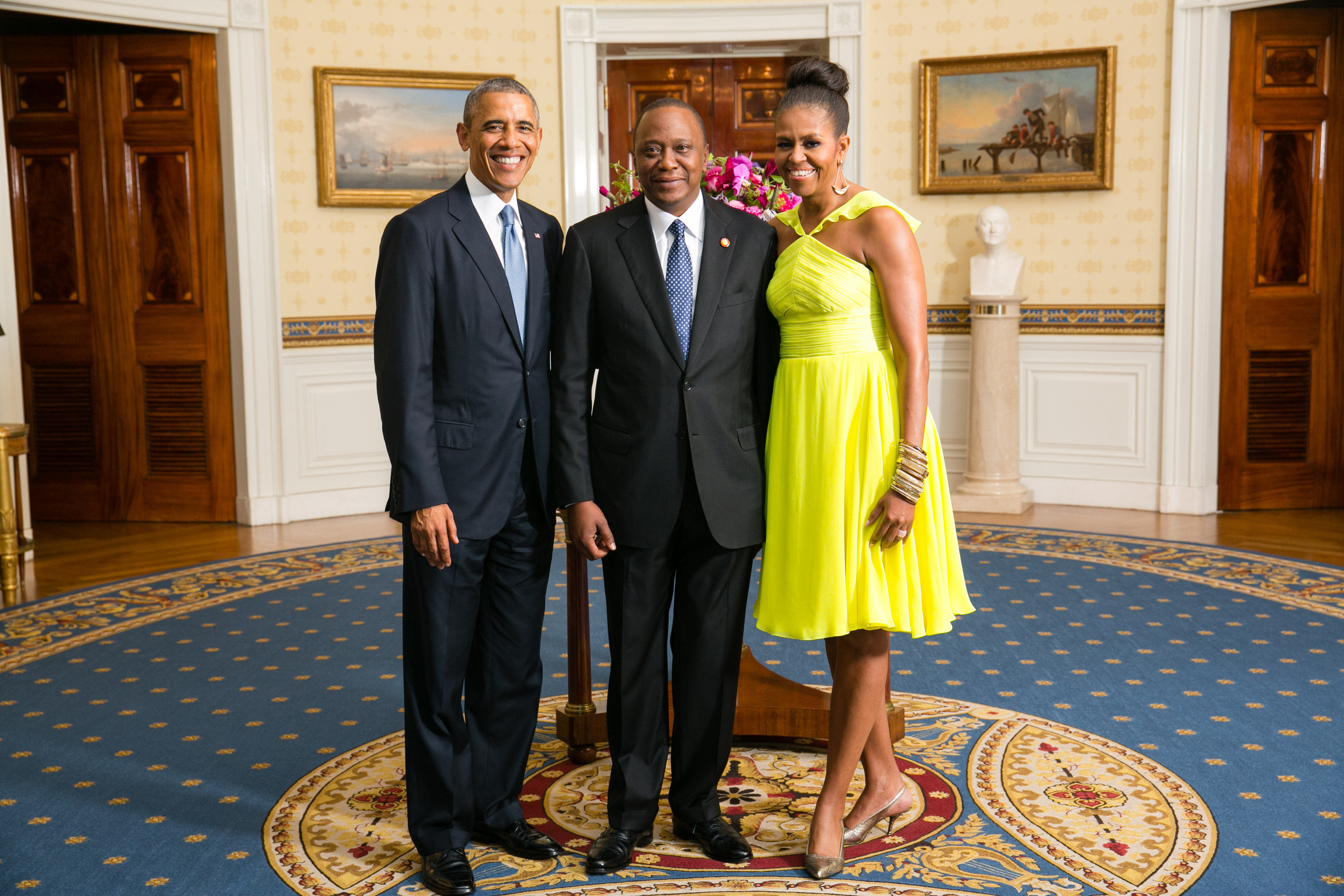
Barack Obama, 44ème président des Etats-Unis de 2009 à 2017 d'origine kényane, en compagnie du président kényan Uhuru Kenyatta

Le 44ème président américain Barack Obama, élu en janvier 2009, est d'origine kényane par son père, né et enterré au village de Kogelo.
En juillet 2015, Barack Obama se rend au Kenya pour la première fois en tant que président des États-Unis, après avoir visité ce pays à deux reprises avant son élection.
En janvier 2018, la première ligne aérienne reliant le Kenya et les États-Unis est officiellement lancée par la compagnie Kenya Airways entre les villes de Nairobi et de New York.
A la fin du mois d'août 2018, le président kényan Uhuru Kenyatta se rend aux États-Unis et rencontre le président américain Donald Trump.
La coopération économique du Kenya et des États-Unis est illustrée par l'engagement d'un consortium américain, incluant Bechtel, leader mondial des travaux publics, et le géant de la finance Goldman Sachs, dans le grand chantier portuaire « Lapsset » à Lamu.

### Relations avec Haïti
En octobre 2023, le Kenya prend la tête d'une force de police multinationale mandatée par l'ONU pour rétablir la sécurité en Haïti.